# Andrés Iniesta
Andrés Iniesta Luján, španski nogometaš, * 11. maj 1984, Fuentealbilla, Španija.
Iniesta je napadalni vezni igralec nogometa, ki je igral za špansko nogometno reprezentanco ter za špansko moštvo FC Barcelona, s katero je v sezoni 2005/06 in sezoni 2008/09,  2010/11, 2014/2015 zmagal v najmočnejšem klubskem tekmovanju evropski Ligi prvakov. Zaradi svoje naravne zmožnosti igranja na katerikoli poziciji, skupaj z naravno ponižnostjo, si je prislužil vzdevek El Ilusionista, El Anti-Galáctico in nedavno San Andrés.

## Klubska kariera
Zgodnja kariera
Sprva je 12-letni Iniesta odpotoval v Barcelono in tako pristal v mladinski nogometni ekipi šole FC Barcelona, znane kot La Masiá. Potovanje je povzročilo vpis Inieste v mladinske vrste Barçe. Tako kot njegov sošolec na šoli La Masiá Cesc Fabregas je Iniesta  prvotno začel kot defenzivni vezni igralec, vendar je zaradi svojega ravnotežja, nadzora in spretnosti z žogo napredoval kot napadalni vezni igralec. Od tega trenutka dalje je napredoval na klubski lestvici. Pod vodstvom  Louisa van Gaala  je 29. oktobra 2002 debitiral v UEFA Ligi prvakov proti belgijskemu klubu Brugge. V sezoni 2003-04 je v Ligi prvakov nastopil 11 krat, večinoma kot rezerva za Ronaldinha, enega najboljših nogometašev. Za Barcelono je v tej sezoni zadel enkrat, ta pa je končala na drugem mestu za Valencio. 
2004-2007
V sezoni 2004-05 si je Iniesta zagotovil stalno mesto v začetni enajsterici in odigral v 37 od 38 ligaških tekem - več kot kateri koli drugi igralec. Prikazal je nesebičen odnos, ko je redno pošiljal uporabne podaje  Samuelu Eto'u in Ronaldinhu, zaradi veliko zadetih vratnic in prečk je mrežo zatresel dvakrat.
Izboljševanje Ineste kot igralca se je nadaljevalo v sezoni 2005-06, zaradi odsotnosti Xavija z nogometnih zelenic, je dobil redno mesto na sredini. Povečanje igralnega časa na najvišji ravni, mu je omgočilo, da je postal vrhunski vezni igralec. Njegov prispevek k ekipi je pohvalil trener Frank Rijkaard, saj je Barcelona v tej sezoni osvojila Ligo prvakov in špansko prvenstvo.
V sezoni 2006-07 je njegov razkošni talent še bolj narasel, prislužil si je tudi nagrado za svojo pripravljenost igranja na katerem koli položaju v svoji ekipi. 22. avgusta 2006 je Iniesta dvignil Pokal Joana Gamperja kot kapetan ekipe, ki je premagala nemškega velikana Bayern München, rezultat je bil 4-0 za Barcelono. Prvič je na položaju napadalca za Barcelono zaigral na dveh tekmah Lige prvakov proti Levskemu iz  Sofie, na tej tekmi je mrežo zatresel kar dvakrat. V prvem kolu izločevanja v istem tekmovanju, je igral na poziciji obrambnega krilnega igralca na tekmi proti Liverpoolu. Kljub temu, da ga je Frank Rijkaard preizkušal na različnih pozicijah na igrišču, sezona 2006-07, ostaja najboljša v karieri Inieste.
Po podatkih  španske nogometne revije Don Balon, članice Evropske revije Sports, je imel Iniesta najbolj stalno formo v zadnjih dveh sezonah Primere Division, v letu 2006-07 je bil peti in četrti v letu 2007-2008.  po sistemu točkovanja revije Don Balon. Prav tako je bil deveti na FIFI-nem glasovanju za igralca leta 2008 kjer je pridobil skupno 37 točk. [7] Njegovi soigralci Lionel Messi, Samuel Eto'o in Xavi so tudi bili v prvi deseterici.
2008-2009
24. septembra  je bil Iniesta izbran za enega izmed podkapetanov, potem ko je Barcelono zapustil Ronaldinho, kateri je prestopil k Milanu. Po poročanju lokalnega časopisa El Mundo Deportivo naj bi Iniesta postal četrta izbira za kapetana za španskimi sonarodnjaki: Carlesom Puyolom (1. izbira), Xavijem (2. izbira) in Víctorjem Valdésom (3. izbira). Ta njegov novi dosežek je bil pozdravljen s strani vseh Barceloninih navijačev in še posebej s strani španskih pro-Barceloninih medijev. V sredini novembra si je Iniesta poškodoval nogo; njegova vrnitev je bila predvidena v šestih tednih. Vrnil se je šele 3. januarja 2009 na tekmi proti Mallorci. Po samo 10 minutah je dosegel odločilni zadetek. Njegove predstave v sezoni 2008–09 so bile visoko ocenjene, pri čemer je prejel stoječe ovacije tako doma kot v tujini.
5. februarja je Iniesta zabeležil svoj 250. nastop v dresu Barcelone na tekmi Kraljevega pokala proti Mallorci. Ponovno se je poškodoval na domači tekmi proti Málagi, a se je vrnil že na prvi tekmi četrtfinala Lige prvakov proti Bayernu iz Münchna, katero je Barcelona dobila s 4–0.
Njegova trenutna pogodba z Barcelono se končna junija 2014. 19. julija 2007 je bil povezan z domnevnim prestopom k največjemu rivalu Real Madridu, pri čemer so časopisi namigovali, da bi Real plačal 60 milijonov evrov za njegov prestop, pri čemer bi se uveljavila klavzula o prestopu. Iniesta je zavrnil govorice in potrdil, da je njegova želja ostati v Barceloni . Njegova prestopna klavzula je bila med tem dvignjena na 150 milijonov evrov, da bi odvrnila vse morebitne agente.
Bivši soigralec Samuel Eto´o ga je opisal kot »najboljšega igralca na svetu; kadar je Iniesta na igrišču, ustvari spektakel«

»Vedel sem, da bom igral poškodovan in se še bolj poškodoval. 17 dni sem razmišljal samo o finalu v Rimu in o zmagi, kljub temu da se bom še bolj poškodoval. Ponovno bi naredil isto. Ljubim ta klub in moj poklic in hočem zmagati. Če bi izgubili, bi to bila popolna katastrofa.«

Andrés Iniesta, September 2009
6. maja 2009 je zadel izenačujoči zadetek v polfinalu Lige prvakov proti Chelseaju v tretji minuti podaljška; ta remi je Barceloni omogočil napredovanje v finale, kjer so se pomerili z Manchester Unitedu, v katerem je imel vidno vlogo (podaja za prvi gol Eto'oja), ko je njegova ekipa zmagala z rezultatom 2–0. Po tekmi ga jeWayne Rooney opisal kot najboljšega igralca na svetu. Don Balón  ga je ocenila kot najbolj konsistentnega igralca v sezoni 2008-2009 La Lige, pri čemer je prehitel soigralca Xavija in Lionela Messija.  Iniesta  je utrpel manjšo natrganino stegenske mišice pred finalom, a je kljub temu odigral tekmo s čimer se je stanje poškodbe še poslabšalo.
2009-10
18. oktobra je bil uvrščen na seznam 30 nogometašev za prestižno nagrado Ballon d'Or, ki jo vsako leto podelijo najboljšemu nogometašu v Evropi. Andres je bil tudi eden od nominirancev za igralca leta, poleg soigralcev Lionela Messija in Xavija. Iniesta, ponosen na nominacijo je rekel »Naši navijači so nam vedno bili v veliko oporo. Mojim soigralcem gre tudi veliko zaslug za to«. Zaključna slovesnost je bila v Zürichu, kjer je nagrado osvojil Messi, Inesta pa je bil peti z 134. glasovi. V tej sezoni je svoj prvi zadetek dosegel na tekmi proti Racingu iz Santanderja, ki jo je Barcelona dobila z rezultatom 4-0

## Reprezentančna kariera
Inesta je prodrl na reprezentančno sceno leta 2001 in na UEFA Evropskem prvenstvu U-16 pomagal Španiji do naslova prvaka vidnejšo vlogo pa je odigral tudi na UEFA Evropskem prvenstvu U-19. Od takrat je postal reden član mladinskih selekcij Španije pod vodstvom trenerja Juan Santistebana. V letu 2003 je bil del reprezentance, ki je prišla do finala FIFA mladinskega svetovnega prvenstva v Združenih arabskih emiratih, bil pa je tudi izbran v najboljšo enajsterico prvenstva. Med igranjem za špansko reprezentanco U-21 je bil mnogokrat izbran za kapetana ekipe.
V državno reprezentanco je bil prvič vpoklican za nastop na svetovnem prvenstvu 2006 in sicer 15. maja na veliko presenečenje mnogih. Svoj prvi nastop je vpisal na tekmi proti ruski nogometni reprezenatanci 27. maja 2006.
Prvi zadetek pa je dosegel na tekmi proti angleški nogometni reprezentanci, ki je Španiji prinesel vodstvo. Iniesta je napredoval kot igralec in igral ključno vlogo v kvalifikacijah za euro 2008, mrežo je zatresel švedom in bil podajalec pri mnogih zadetkih. Po navadi je igral na sredini igrišča, na nekaterih tekmah pa mu je trener zaupal tudi bolj napadalno vlogo.